# Scream and Scream Again
Scream and Scream Again este un film americano-britanic din 1970 regizat de Gordon Hessler și produs de Max Rosenberg, Milton Subotsky și Louis M. Heyward. Este distribuit de American International Pictures și Amicus Productions. Scream and Scream Again este creat în genurile thriller SF, de conspirație. Rolurile principale au fost interpretate de actorii Vincent Price, Christopher Lee, Alfred Marks, Michael Gothard și Peter Cushing. Scenariul este scris de Christopher Wicking  pe baza romanului  The Disorientated Man de Peter Saxon (un pseudonim folosit de numeroși autori între anii 1960-1970).
Este al doilea film, după The Oblong Box, în care actorii Price și Lee fac echipă cu regizorul Hessler.
Denumirea filmului și asocierea dintre vedetele Price, Lee și Cushing, poate sugera că acesta este un film de groază violent, totuși violența în acest film este subînțeleasă și nu este prezentată vizual, în genul filmului Invazia jefuitorilor de trupuri din 1970 sau a thrillerului conspirativ Corporația Parallax.
În Londra, un criminal în serie scurge sângele femeilor, iar detectivul superintendent Bellaver și echipa sa vânează așa-numitul ucigaș vampir. Când acesta fuge de poliție, se ascunde pe proprietatea omului de știință Dr. Browning și sare într-un rezervor cu acid. Dr. David Sorel este intrigat de puterea acidului și decide să ia o mostră.

## Prezentare
Structura filmului este fragmentată, deoarece prezintă trei linii narative distincte.
Un bărbat care aleargă prin Londra are un atac de cord și se prăbușește. Se trezește într-un pat de spital. Asistenta medicală îi dă apă. Ea pleacă. Bărbatul dă jos pătură de pe el pentru a descoperi că piciorul drept i-a fost amputat și începe să țipe.  
În altă parte, spionul Konartz (Marshall Jones) se întoarce în țara sa de origine, un stat totalitar neidentificat din Europa de Est. După ce discută cu un ofițer superior, Konartz merge în jurul masei și pune mâna pe umărul celuilalt, paralizându-l și ucigându-l.
Între timp, în Londra, inspectorul detectiv Bellaver (Alfred Marks) investighează moartea mai multor tinere femei din oraș. Femeile, luate din cluburile de noapte de Keith (Michael Gothard), au fost, probabil, omorâte de același individ și unele corpuri au fost scurse de sânge.
Partea centrală a filmului prezintă acțiunile poliției care urmărește o serie de suspecți de crimă prin Londra.
Vincent Price joacă rolul Dr. Browning, a cărui clinică este specializată în transplantul de membre și organe. Christopher Lee joacă rolul lui Fremont, șeful serviciilor de informații britanice (nedenumite). Peter Cushing îl interpretează pe maiorul Benedek, un funcționar dintr-o țară est-europeană; un rol extrem de scurt.
Cele trei linii narative converg în finalul filmului într-un mod neașteptat. 

## Distribuție
- Vincent Price - Dr. Browning
- Christopher Lee - Fremont
- Peter Cushing - Benedek
- Judy Huxtable - Sylvia
- Alfred Marks - Detectiv Superintendent Bellaver
- Michael Gothard  - Keith
- Anthony Newlands  - Ludwig
- Peter Sallis as - Schweitz
- Uta Levka  - Jane
- Christopher Matthews as - Dr. David Sorel
- Judy Bloom  - Helen Bradford
- Clifford Earl  -  Detectiv Sergent Jimmy Joyce
- Kenneth Benda -  Profesor Kingsmill
- Marshall Jones - Konratz
- Yutte Stensgaard - Erika
- Julian Holloway - Detective Constable Griffin
- Nigel Lambert - Ken Sparten
- Amen Corner - rolul lor

## Producție
Filmul este bazat pe romanul SF The Disoriented Man. În mare parte, filmul urmează povestea romanului destul de îndeaproape. 
În roman, antagoniștii s-au dovedit a fi extratereștri. Potrivit unui interviu cu Christopher Lee, personajele vor fi într-adevăr descoperite ca fiind extratereștri în punctul culminant al filmului, dar toate referințele din care se deducea acest lucru au fost eliminate din film înainte de a distribuit, rămânând inexplicabilă originea răufăcătorilor.
Cheltuielile de producție s-au ridicat la 350.000 $.

## Lansare și primire
A fost distribuit de Warner Pathe în Regatul Unit și de AIP în Statele Unite. Filmul a avut premiera în ianuarie 1970 în Regatul Unit și la 2 februarie 1970 în Statele Unite.
A avut încasări de 1,21 milioane $ în vânzările din Statele Unite și Canada.
Film are un rating de 58% pe web-siteul Rotten Tomatoes bazat pe 12 recenzii, cu un scor mediu de 5,5 din 10.